# KNM Sleipner (1936)

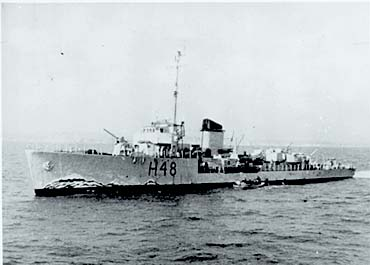
KNM „Sleipner” w okresie bazowania w Wielkiej Brytanii

KNM Sleipner – norweski torpedowiec z okresu międzywojennego i II wojny światowej, oficjalnie klasyfikowany jako niszczyciel, główny okręt typu Sleipner. Wszedł do służby w 1937 roku; podczas II wojny światowej brał udział w obronie Norwegii, a następnie działał z baz brytyjskich. Był największym okrętem norweskim, jaki przedostał się do Wielkiej Brytanii. Nosił numer burtowy H48. Po wojnie służył dalej w marynarce Norwegii, przeklasyfikowany na fregatę, do czasu wycofania w 1956 roku, z numerami burtowymi L01 i F300.
Wyporność standardowa okrętu wynosiła 597 tony angielskie, a główne uzbrojenie stanowiły trzy armaty kalibru 102 mm i dwie wyrzutnie torpedowe kalibru 533 mm. Napęd stanowiły turbiny parowe, pozwalające na rozwinięcie prędkości 30 węzłów.

## Historia
„Sleipner” był pierwszym zamówionym i zbudowanym okrętem najnowszego typu niszczycieli norweskich (norw. jager) z okresu międzywojennego, faktycznie jednak odpowiadających wielkością i charakterystykami torpedowcom i tak powszechnie określanych w literaturze. Decyzję o zaprojektowaniu i budowie takich niewielkich jednostek w porównaniu z niszczycielami innych państw podjęto ze względów finansowych, uznając je za wystarczające do ochrony wybrzeży Norwegii. Stępkę pod budowę pierwszego okrętu położono w 1933 roku w Głównej Stoczni Marynarki w Horten, pod numerem budowy 120. Kadłub wodowano 7 maja 1936, a okręt wszedł do służby w 1937 roku (bliższe daty położenia stępki i wejścia do służby nie są znane w publikacjach). Okręt otrzymał nazwę ośmionogiego konia Sleipnira z mitologii nordyckiej, z której wywodziły się też nazwy prawie wszystkich kolejnych jednostek tego typu. W kolejnych latach zbudowano dwa dalsze okręty i trzy ulepszone (podtyp Odin).

## Skrócony opis
Okręty miały typową architekturę i rozmiary dla torpedowców tego okresu, z podniesionym pokładem dziobowym na niecałej 1/3 długości. Uzbrojenie artyleryjskie początkowo stanowiły trzy pojedyncze armaty morskie kalibru 102 mm Bofors. Działo nr 1 znajdowało się na pokładzie dziobowym, a działa nr 2 i 3 na rufie w superpozycji. Uzbrojenie przeciwlotnicze obejmowało pojedynczą nowoczesną armatę automatyczną kalibru 40 mm Bofors i dwa wielkokalibrowe karabiny maszynowe 12,7 mm Colt. Uzbrojenie torpedowe stanowiła jedna dwururowa wyrzutnia torpedowa kalibru 533 mm na śródokręciu. Uzbrojenie przeciw okrętom podwodnym stanowiły cztery zrzutnie bomb głębinowych (według niektórych źródeł, także dwa miotacze bomb głębinowych).
Wyporność standardowa okrętów wynosiła 597 ts (ton angielskich), a pełna 708 ts (719 ton metrycznych). Długość okrętów pierwszej serii wynosiła 74,3 m, a szerokość 7,8 m. Średnie zanurzenie wynosiło 2,1 m, natomiast maksymalne 4,15 m.
Napęd stanowiły dwa zespoły turbin parowych De Laval z przekładniami o mocy łącznej 12 500 KM, poruszające dwie śruby. Parę dla turbin dostarczały trzy kotły parowe Yarrow, o wysokim ciśnieniu 32 atmosfer. Okręty tego typu rozwijały prędkość 30 węzłów, a według niektórych źródeł, maksymalnie 32 węzły. Zasięg pływania wynosił 3500 Mm przy prędkości 15 węzłów (według innych źródeł, 1500 Mm w tych warunkach).

## Służba

### II wojna światowa
Po wybuchu II wojny światowej „Sleipner” brał udział w patrolowaniu norweskich wód terytorialnych, eskortowaniu na nich statków stron walczących utrzymujących handel z Norwegią oraz w strzeżeniu norweskiej neutralności. Zimą 1939/1940 stacjonował w Vadsø, w rejonie granicy z Finlandią, w związku z wojną zimową. W 1940 roku wraz z „Ægerem” tworzył 2. Dywizjon Niszczycieli i stacjonował w Kristiansundzie w zachodniej Norwegii, w składzie sił 2. Dystryktu Morskiego. W przeddzień niemieckiego ataku 8 kwietnia 1940 roku napotkał w zatoce Hustad koło Kristiansudu brytyjski niszczyciel HMS „Hyperion”, który poinformował go o postawieniu min na norweskich wodach, przeciwko czemu dowódca „Sleipnera” złożył protest, lecz podjął dozorowanie pola minowego (w rzeczywistości pole w tym miejscu było pozorowane).

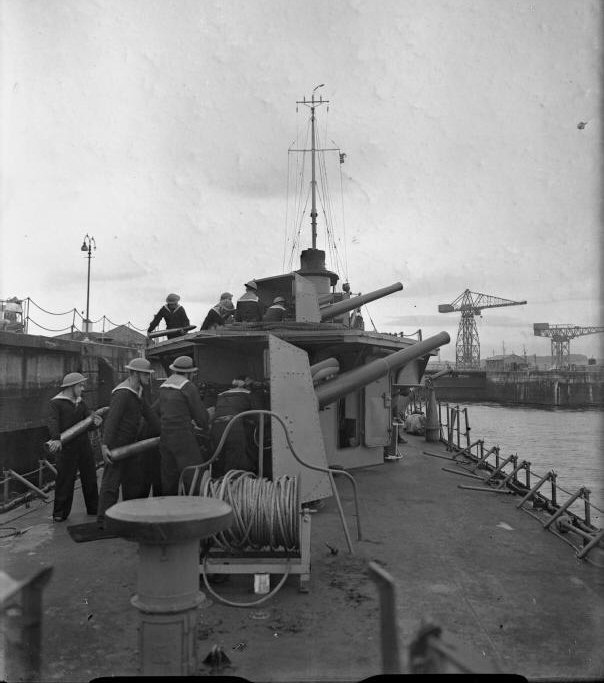
Pierwotne rufowe działa 102 mm Bofors „Sleipnera” po przybyciu do Wielkiej Brytanii

Po niemieckim ataku na Norwegię 9 kwietnia 1940 roku „Sleipner” odszedł do Kristiansundu. Początkowo rejon ten nie był atakowany, natomiast od 11 kwietnia „Sleipner” walczył w tych okolicach z niemieckimi samolotami, zestrzeliwując prawdopodobnie w trakcie kampanii cztery z nich. Szczególnie intensywnie był atakowany 25 kwietnia, kiedy był celem ataków 15 samolotów, doznając drobnych uszkodzeń od odłamków dwóch bliskich wybuchów bomb. Z powodu kończącej się amunicji i konieczności remontu kotłowni, wypłynął tego dnia do Wielkiej Brytanii, gdzie dotarł 27 kwietnia, jako jeden z niewielu norweskich okrętów, zarazem największy i jedyny nowoczesny z nich.
„Sleipner” wszedł następnie w skład emigracyjnej marynarki Norwegii, działającej z baz brytyjskich. Podczas remontu w czerwcu 1940 w North Shields jego trzy działa 102 mm Boforsa zamieniono na dwa brytyjskie działa uniwersalne 102 mm Mk V, zdejmując działo z nadbudówki i odciążając przy tym nieco okręt. Otrzymał także następnie 2 lub 3 działka plot 20 mm Oerlikon. Ze znakiem taktycznym H48 służył jako okręt obrony przeciwlotniczej w Rosyth, a następnie od kwietnia 1941 do lutego 1944 roku służył do eskorty konwojów przybrzeżnych na wschodnim wybrzeżu Wielkiej Brytanii. Między 1 czerwca a 20 października 1943 roku przeszedł większy remont połączony z modernizacją, podczas której m.in. przebudowano mostek. Łącznie eskortował 156 konwojów, obejmujących 3969 statków, w ciągu 404 dni w morzu.
Z powodu wyeksploatowania i przejęcia nowszych okrętów od Brytyjczyków, dla których potrzeba było załóg, 27 lutego 1944 „Sleipner” został odstawiony do rezerwy w Burntisland w zatoce Firth of Forth. 10 marca opuszczono na nim banderę.

### Po II wojnie światowej
Po wojnie „Sleipner” powrócił do Norwegii. 19 września 1946 roku otrzymał numer taktyczny L01. W 1951 roku razem z pozostałymi czterema okrętami tego typu został przeklasyfikowany na fregatę, otrzymując NATO-wski znak taktyczny F300. Okręty tego typu nie były już intensywnie używane z uwagi na zużycie mechanizmów. Około 1953-54 roku miał został zmodernizowany do nowej roli i przezbrojony w trzy armaty kalibru 76 mm, 2 działka plot. 40 mm, 2 karabiny maszynowe 12,7 mm i 4 miotacze bomb głębinowych, bez uzbrojenia torpedowego, lecz nie jest jasne, czy tak się stało. „Sleipner” został wycofany jako pierwszy z serii w 1956 roku.